# بيرلي باير
بيرلي باير (بالإنجليزية: Burley Bayer)‏ هو لاعب كرة قاعدة أمريكي، ولد في 19 ديسمبر 1873 في لويفيل في الولايات المتحدة، وتوفي بنفس المكان في 30 مايو 1933.

## وصلات خارجية
- بيرلي باير على موقعبيزبول رفرنس.كوم (الدوري الرئيسي) (الإنجليزية)
- بيرلي باير على موقعبيزبول رفرنس.كوم (الدوري الثانوي) (الإنجليزية)
- بيرلي باير على موقع جمعية أبحاث البيسبول الأمريكية (الإنجليزية)